# Anjou (dzielnica)
Anjou – jedna z dziewiętnastu dzielnic Montrealu. Została utworzona w 2002 roku poprzez włączenie do Montrealu miasta Anjou.
Liczba mieszkańców Anjou wynosi 40 891. Język francuski jest językiem ojczystym dla 68,4%, angielski dla 4,7% mieszkańców (2006).